# Самоседенко, Геннадий Сергеевич
Генна́дий Серге́евич Самоседенко (25 февраля 1942, Челябинск — апрель 2022, Ростов-на-Дону) — советский конник, участник Олимпийских игр. Мастер спорта международного класса.

## Карьера
Выступал за ДСО «Урожай».
На Олимпийских играх 1968 года в командном конкуре вместе с Виктором Матвеевым и Евгением Кузиным занял 12-е место.
Двукратный победитель Спартакиады народов СССР в 1967 и 1975 годах, многократный чемпион СССР, победитель и призёр международных соревнований, председатель тренерского совета Федерации конного спорта России в 1992—1998 годах, член президиума и представитель по ЮФО в ФКСР в 2004—2011 годах.
Работал на различных национальных и международных соревнованиях в качестве главного судьи.
Скончался 29 апреля 2022 года.